# Araneus russicus
Araneus russicus este o specie de păianjeni din genul Araneus, familia Araneidae, descrisă de Bakhvalov, 1981. Conform Catalogue of Life specia Araneus russicus nu are subspecii cunoscute.